# Petunien
Die Petunien (Petunia) sind eine Pflanzengattung innerhalb der Familie der Nachtschattengewächse (Solanaceae). Die etwa 16 Arten sind in den gemäßigten bis subtropischen Gebieten Südamerikas verbreitet. Mehrere Arten sind in Brasilien Endemiten. Die Petunien-Arten haben sich auf unterschiedliche Weise an verschiedene Typen von Bestäubern angepasst: an die Bestäubung durch Bienen (Melittophilie), an die Bestäubung durch Schwärmer (Sphingophilie) oder an die Bestäubung durch Kolibris (Ornithophilie).
Die Garten-Petunie (Petunia × hybrida) ist eine aus mehreren Arten der Gattung erzeugte Hybride und zählt zu den wichtigsten Zierpflanzen. Die unterschiedlichen Sorten werden traditionell in vier Sortengruppen eingeteilt, von denen ‚Grandiflora‘ und ‚Multiflora‘ die wichtigsten sind.

## Beschreibung

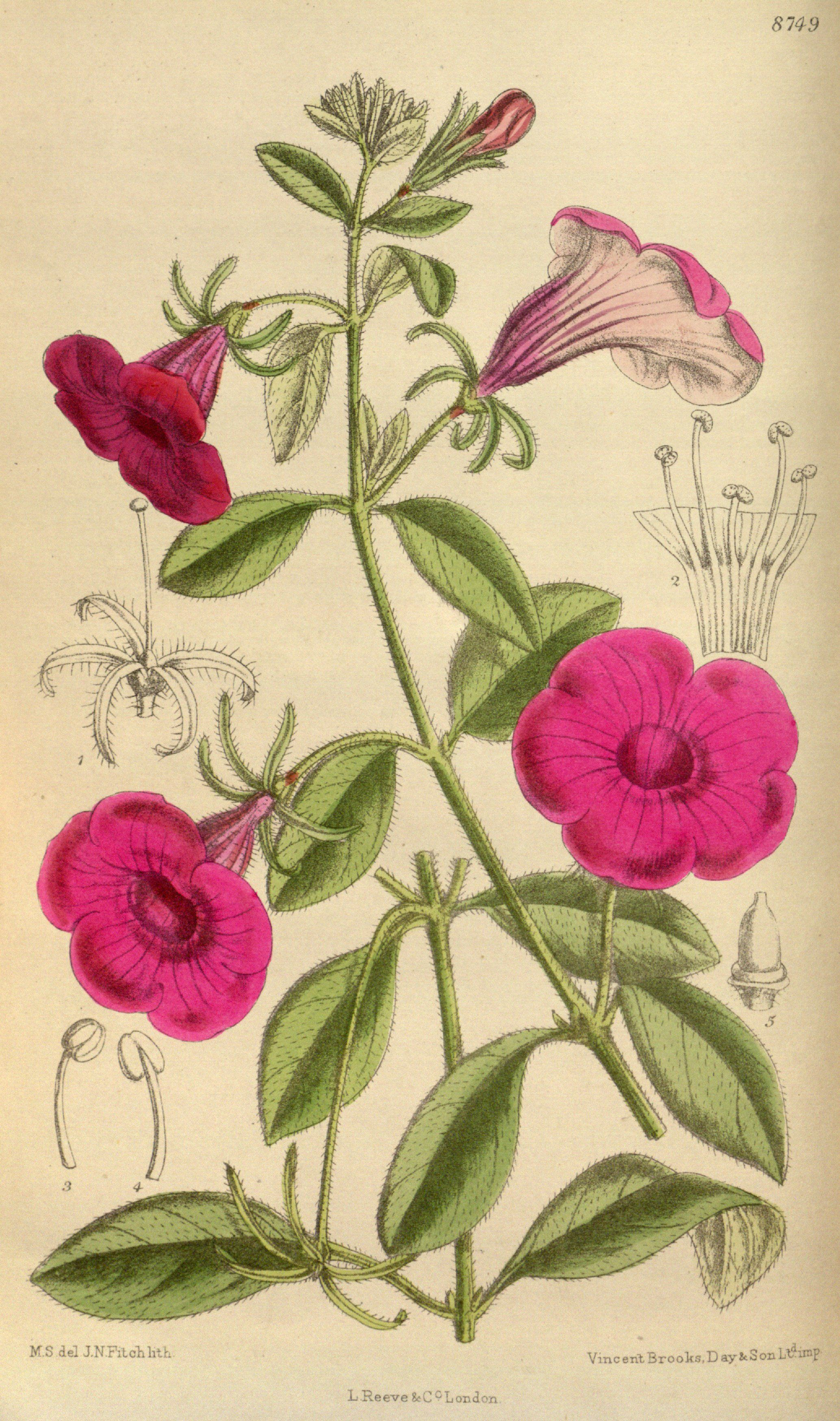
Illustration der Violetten Petunie (Petunia integrifolia)

Blütendiagramm
1: Kelchblätter
2: Kronblätter
3: Staubblätter
4: Fruchtknoten
5: Tragblatt
6: Abstammungsachse

### Vegetative Merkmale
Petunien-Arten sind krautige Pflanzen. Die oberirdischen Pflanzenteile sind mit einfachen, oftmals klebrigen Trichomen behaart. Die paarweise oder wechselständig angeordneten Laubblätter können gestielt oder sitzend sein. Die Blattspreiten sind einfach und ganzrandig.

### Generative Merkmale
Die Blüten stehen einzeln in eingabeligen zymösen Blütenständen und werden von einem Paar nahezu gleicher Tragblätter begleitet.
Die zwittrigen Blüten sind fünfzählig mit doppelter Blütenhülle, nahezu radiärsymmetrisch und duften je nach Art mehr oder weniger intensiv. Die Knospendeckung ist dachziegelartig (imbrikat). Die fünf Kelchblätter sind nur kurz verwachsen. Die oftmals auffällig gefärbte Krone ist trichterförmig oder becherförmig. Innerhalb der Gattung besitzt nur Petunia axillaris vollständig weiße Kronen, bei allen anderen Arten sind sie rötlich-purpurn, rot oder blass blau.  Die Staubbeutel öffnen sich durch Längsschlitze. Der Fruchtknoten besteht aus zwei Fächern.
Die zweifächerigen Kapselfrüchte springen scheidewandspaltig auf und enthalten eine Vielzahl von Samen. Die winzigen Samen sind rund oder gewinkelt. Die Samenschale (Testa) ist netzartig; diese Struktur ist auf senkrecht auf der Samenoberfläche stehende Wände zurückzuführen, die bei allen Arten gewellt sind. Die Samen enthalten einen geraden Embryo, die Keimblätter sind kürzer als der restliche Embryo.
Die Chromosomenzahl bei Petunia s. str. beträgt 2n = 14.

## Inhaltsstoffe und Ökologie
Stängel und Laubblätter enthalten weder Kristallsand noch Drusen (Einlagerungen in Pflanzenzellen), wie es bei einigen anderen Gattungen der Nachtschattengewächse der Fall ist. Das Perizykel ist faserig, jedoch nicht das innere und äußere Phloem. In den Laubblättern und Stängeln wurden Petuniasteroide – von Ergostan abgeleitete C28-Steroide – nachgewiesen. Die Stoffe schützen die Pflanzen vor dem Fraß von Schmetterlingsraupen.
Die Färbungen der Kronen sind auf verschiedene Anthocyanine zurückzuführen.
Die Petunien-Arten haben sich auf unterschiedliche Weise an drei verschiedene Typen von Bestäubern angepasst: An die Bestäubung durch Bienen (Melittophilie) sind die Blüten von Petunia integrifolia und anderen Arten angepasst; sie sind purpurfarben, duften kaum, produzieren wenig Nektar und haben eine breite Kronröhre, in die die Bienen kriechen können, um an Nektar oder Pollen zu gelangen. Die weißen Kronen von Petunia axillaris mit schmalen Kronröhren und reichlich Nektar, die nachts einen starken Duft ausströmen, sie sind an die Bestäubung durch Schwärmer (Sphingophilie) angepasst. An die Bestäubung durch Kolibris (Ornithophilie) sind die Blüten von Petunia exserta angepasst: Die Krone ist rot, die Kronlappen sind zurückgebogen und Staubbeutel und Griffel stehen aus der Blüte heraus. Die Blüten duften kaum, haben jedoch eine lange Kronröhre und bilden reichlich Nektar.

## Verbreitung
Alle Petunia-Arten sind im gemäßigten bis subtropischen Südamerika beheimatet. Sie kommen in Brasilien, Uruguay, Argentinien, Paraguay und Bolivien vor. Die weiteste Verbreitung besitzt Petunia axillaris, die im südlichen Rio Grande do Sul, in Uruguay, der nördlichen Hälfte Argentiniens, der Mitte Paraguays und im Süden Boliviens zu finden ist.
Eine große Zahl von Arten sind in Brasilien Endemiten: Petunia mantiqueirensis kommt nur im südlichen Minas Gerais, Petunia scheideana, Petunia reitzii sowie Petunia saxicola nur in Santa Catarina, Petunia altiplana sowie Petunia bonjardiensis nur im Hochland von Santa Catarina und den angrenzenden Gebieten in Rio Grande do Sul, Petunia litoralis sowie Petunia integrifolia subsp. depauperata in den östlichen Küstengebieten Santa Catarinas und Rio Grande do Suls, Petunia exserta, Petunia riograndensis sowie Petunia bajeensis kommen im nur im südlichen Rio Grande do Sul vor. Petunia interior sowie Petunia guarapuavensis kommen im Hochland von Paraná und Santa Catarina, aber auch im nordöstlichsten Argentinien, in Misiones, vor.
Eine weitere Art, Petunia occidentalis, kommt im nordwestlichen Argentinien und im südlichen Bolivien vor.

## Systematik und Verbreitung

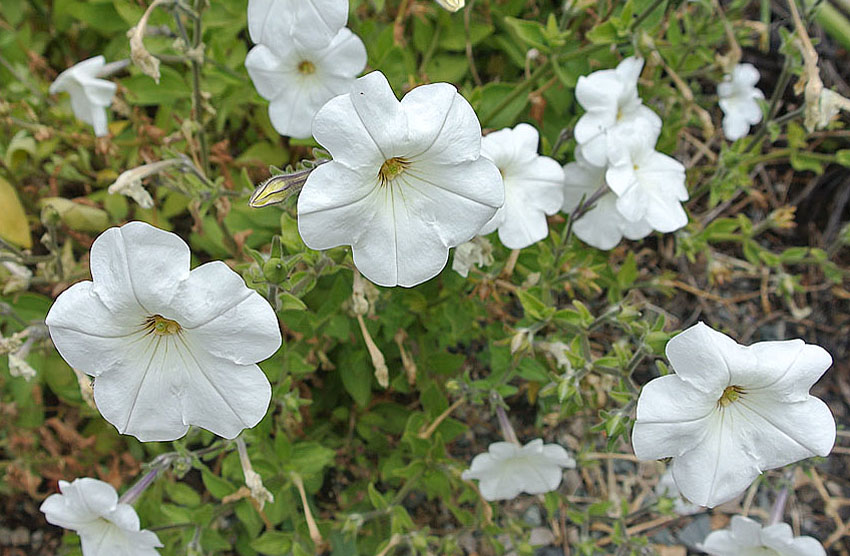
Weißblütige Petunie (Petunia axillaris)

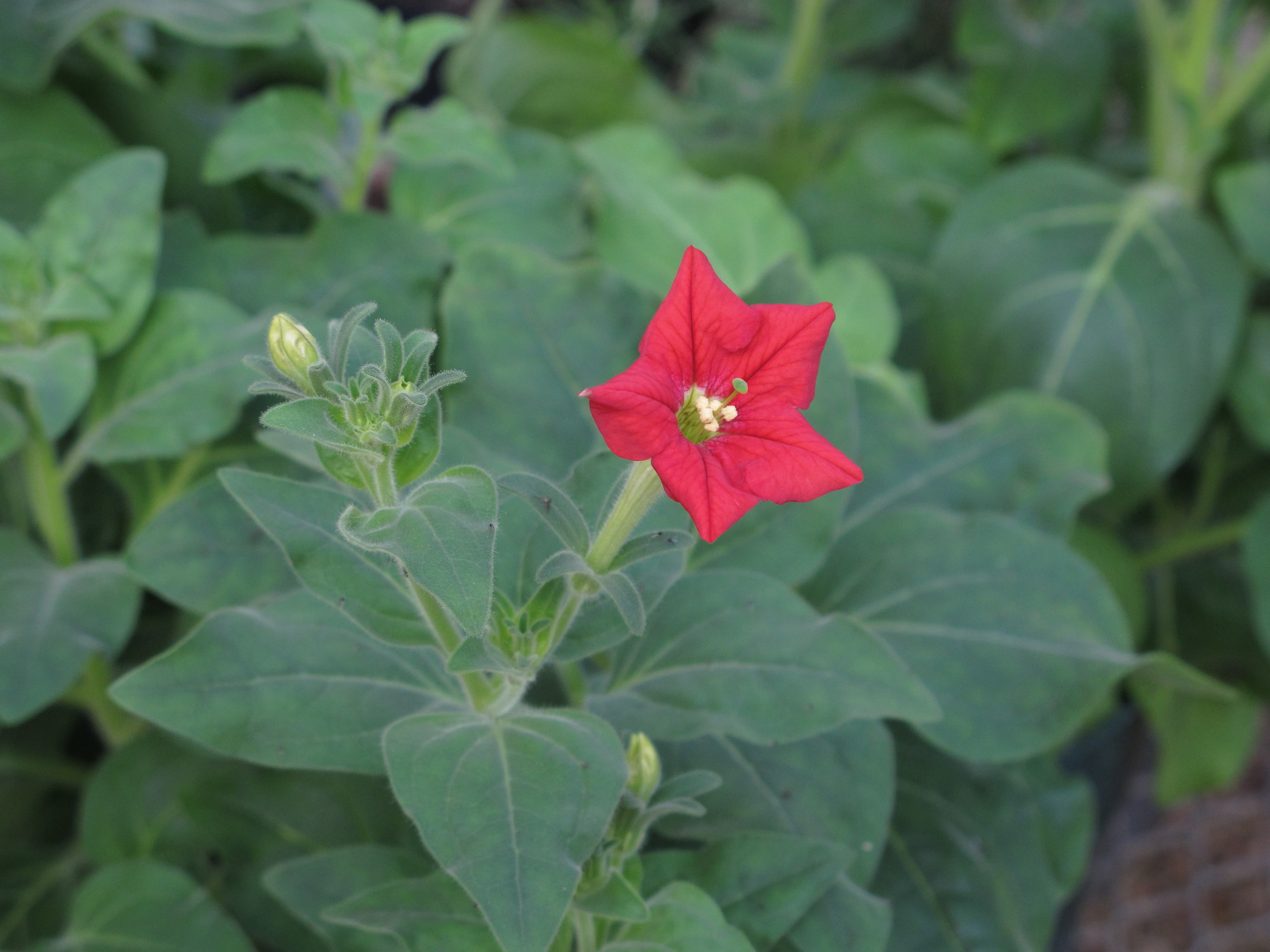
Petunia exserta

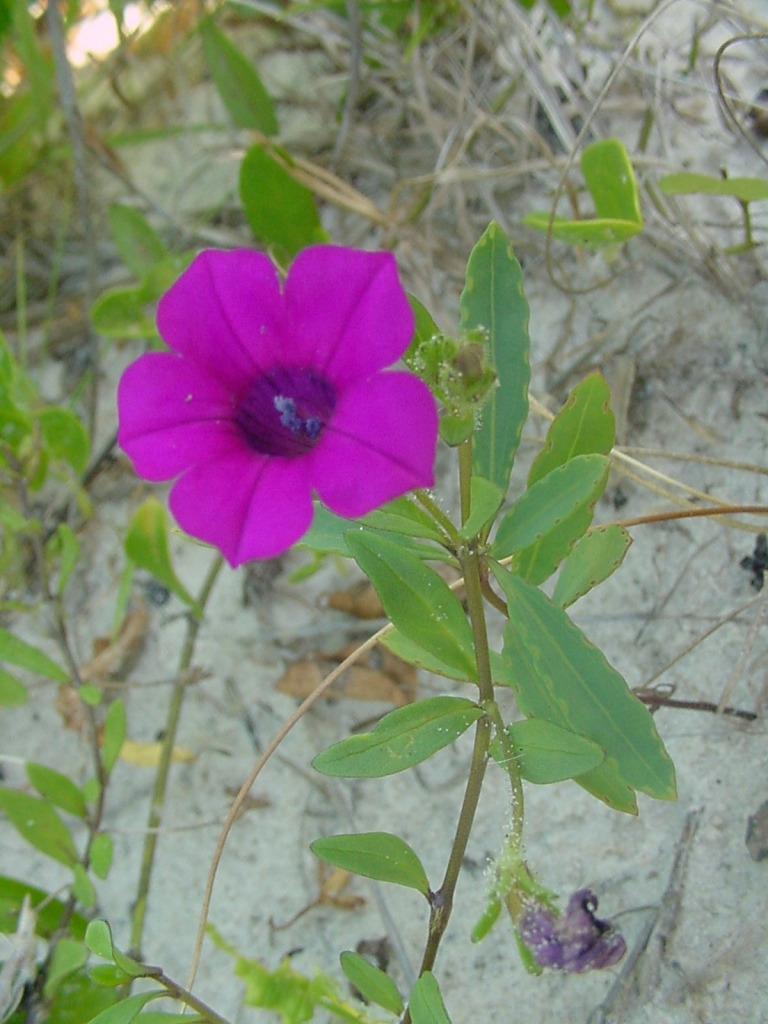
Petunia littoralis

### Äußere Systematik
Die Gattung Petunia wird innerhalb der Systematik der Nachtschattengewächse klassischerweise in die Tribus Nicotianeae und dort in die Subtribus Nicotianinae eingeordnet. Molekularbiologische Untersuchungen zeigten jedoch, dass die Petunia nicht mit der Gattung Tabak (Nicotiana) in eine gemeinsame Klade eingeordnet werden können. In der Systematik der Familie nach Richard Olmstead aus dem Jahr 2007 wird die Gattung zusammen mit den Bouchetia, Brunfelsia, Calibrachoa, Fabiana, Hunzikeria, Leptoglossis, Nierembergia und Plowmania in eine als Petunieae bezeichnete Klade eingeordnet.
Lange Zeit wurden die Arten der Gattung Calibrachoa ebenfalls zu den Petunia gezählt. Durch Untersuchungen der verwandtschaftlichen Verhältnisse zwischen beiden Gattungen mit morphologischen und molekularbiologischen Methoden konnte festgestellt werden, dass beide Gattungen monophyletisch sind und die Aufteilung der Gattung somit gerechtfertigt ist.

### Innere Systematik
Innerhalb der Gattung Petunia werden 2009 etwa 14 Arten anerkannt:
- Petunia altiplana T.Ando & Hashim.
- Weißblütige Petunie (Petunia axillaris (Lam.) Britton, Sterns & Poggenb.): Sie kommt ursprünglich in Bolivien, Uruguay, Brasilien und Argentinien vor.[11] Mit den Unterarten:
  - Petunia axillaris (Lam.) Britton, Sterns & Poggenb. subsp. axillaris
  - Petunia axillaris subsp. parodii (Steere) Cabrera
  - Petunia axillaris subsp. subandina T.Ando
- Petunia bajeensis T.Ando & Hashim.
- Petunia bonjardinensis T.Ando & Hashim.
- Petunia exserta Stehmann: Sie kommt in Brasilien vor.[11]
- Violette Petunie (Petunia integrifolia (Hook.) Schinz & Thell., Syn.: Petunia inflata R.E.Fr.), mit den Unterarten:
  - Petunia integrifolia (Hook.) Schinz & Thell. subsp. integrifolia
  - Petunia integrifolia subsp.  depauperata (R.E.Fr.) Stehmann
- Petunia interior T.Ando & Hashim.: Sie kommt in Brasilien vor.[11]
- Petunia mantiqueirensis T.Ando & Hashim.: Sie kommt im brasilianischen Bundesstaat Minas Gerais vor.[11]
- Petunia occidentalis R.E.Fr.: Sie kommt in Bolivien und in Argentinien vor.[11]
- Petunia reitzii L.B.Sm. & Downs
- Petunia saxicola L.B.Sm. & Downs
- Petunia scheideana L.B.Sm. & Downs
- Petunia secreta Stehmann & Semir: Sie kommt in Brasilien vor.

Molekularbiologische Untersuchungen innerhalb der Gattung ergaben, dass Petunia axillaris mit allen drei Unterarten, Petunia exserta und Petunia occidentalis zusammen eine monophyletische Gruppe bilden, der die restlichen Arten der Gattung gegenüberstehen.
Folgende Arten wurden nach morphologischen Merkmalen der Gattung Calibrachoa zugeordnet, jedoch 1999 noch nicht nach den Regeln der biologischen Nomenklatur in diese Gattung verschoben:
- Petunia alpicola L.B.Sm. & Downs
- Petunia helianthemoides Sendtn.
- Petunia kleinii L.B.Sm. & Downs
- Petunia ledifolia Sendtn.
- Petunia variablis R.E.Fr.

### Botanische Geschichte
Die Gattung Petunia wurde im Jahr 1803 durch Antoine-Laurent de Jussieu aufgestellt. Der Gattungsname Petunia leitet sich von Petun, dem Wort der brasilianischen Ureinwohner für Tabak ab. Mit der Gattung zusammen erfolgte durch Jussieu zudem die Erstbeschreibung der beiden Arten Petunia parviflora und Petunia nyctaginiflora. Letztere wurde jedoch bereits 1793 von Jean-Baptiste de Lamarck als Nicotiana axillaris erstbeschrieben, so dass Petunia axillaris der gültige Name dieser Art ist. Die letzte vollständige Revision der Gattung Petunia wurde 1911 von Robert Elias Fries durchgeführt, der insgesamt 27 Arten unterschied, wovon er zu zwölf Arten die Erstbeschreibung veröffentlichte. Die Festlegung der Typusart der Gattung stammt von Nathaniel Lord Britton und Addison Brown, die 1913 die zuerst von Jussieu erwähnte Art, also Petunia parviflora, auswählten.
1985 veröffentlichten H. J. W. Wijsman und J. H. de Jong eine Untersuchung, auf deren Grundlage sie innerhalb der Gattung Petunia, wie sie im Sinne Jussieus verstanden wurde, zwei Gruppen definierten und als eigenständige Gattungen vorschlugen. Sie transferierten Arten mit einer Chromosomenzahl von 2n = 14 in die Gattung Stimoryne, ein Name der 1836 von Constantine S. Rafinesque-Schmaltz eingeführt wurde, und beließen die restlichen Arten mit einer Chromosomenzahl von 2n = 18 zusammen mit der damals gültigen Typusart Petunia parviflora in der Gattung Petunia. Dies hätte jedoch zur Folge gehabt, dass die Gartenpetunie Petunia ×hybrida nicht mehr zur Gattung Petunia gehört hätte. Um dieses Problem zu umgehen, schlugen Onno Wijnands et al. 1986 eine Konservierung des Namens Petunia vor, indem die zweite von Jussieu benannte Art als Typusart genutzt wird, obwohl nach den Regeln des ICBN immer die als erstes beschriebene Art als Lectotypus einer Gattung herangezogen werden muss. Als nächster gültiger Name für den restlichen Teil der Gattung im Sinne Jussieus wurde Calibrachoa angegeben, dieser Name wurde 1825 von Pablo de La Llave und Juan José Martinez de Lexarza für Calibrachoa procumbens (heute ein Synonym für Calibrachoa parviflora) verwendet. Auch angesichts der Ungewöhnlichkeit dieser Vorgehensweise wurde der Vorschlag von Wijnands et al. vom Committee for Spermatophyta mit einem Abstimmungsergebnis von 10:1 angenommen.
Die Arbeiten der Forschergruppe um Wijsman ordneten jedoch nur einen Teil der bekannten Arten der einen oder der anderen Gattung zu, so dass zunächst der genaue Umfang der Petunia und Calibrachoa nicht definiert war. Andere Forscher – João Renato Stehmann und William D’Arcy – nahmen diese Zuordnungen in der Folge vor und transferierten weitere Arten in die Gattung Calibrachoa. Fünf Arten, die morphologisch den Calibrachoa zuzuordnen sind und eine Chromosomenzahl von 2n = 18 aufweisen, sind bisher jedoch noch nicht formell der Gattung zugeordnet.
Dies wird auch weiter diskutiert. Aber die formellen Neukombinationen der Calibrachoa-Arten sind erfolgt. Es scheinen einige Arten doch zu Petunia zu gehören.

## Verwendung

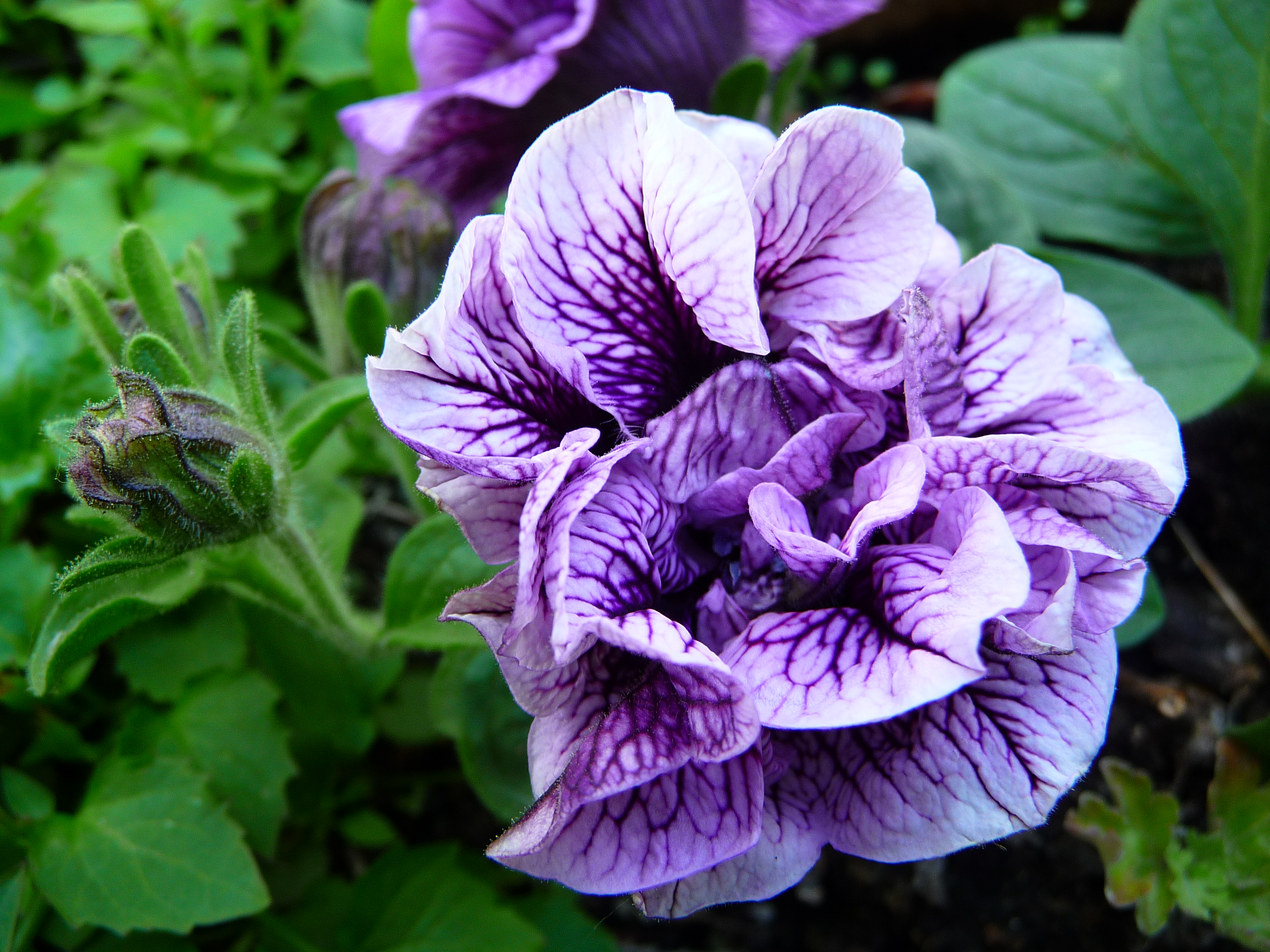
Hybride ‘Sweet Sunshine’

Petunien gehören wegen ihrer großen, offenen Blüten in verschiedenen Farben zu den beliebtesten Zierpflanzen. Die erste in Kultur gezogene Art soll 1823 Petunia axillaris gewesen sein, im Jahr 1825 wurde ein Beitrag über diese Art in Curtis’s Botanical Magazine veröffentlicht. Die zweite kultivierte Art, Petunia integrifolia, blühte im Juli 1831 erstmals im Botanischen Garten Glasgows.
Die heute erhältliche Garten-Petunie (Petunia ×hybrida) ist eine Hybride aus diesen beiden Arten. Die genaue Herkunft der Hybride kann jedoch nicht mehr nachvollzogen werden, eine Ausgabe des Curtis’s Botanical Magazine von 1918 verweist darauf, dass die ursprünglichen Samen 1834 von einem Züchter namens Atkins aus Northampton gekauft worden sind. Zudem wird dem Züchter Ernst Benary aus Erfurt die damals größte Bedeutung als Züchter von Petunien zugesprochen. Die unterschiedlichen Sorten werden traditionell in vier Sortengruppen eingeteilt, von denen ‘Grandiflora’ und ‘Multiflora’ die wichtigsten sind.

## Gentechnisch veränderte Petunien
Die finnische Behörde für Lebensmittelsicherheit wies Anfang 2017 gentechnische Veränderungen in orangeblühenden Petuniensorten nach, deren Anbau und Vermarktung in Europa und USA nicht zugelassen sind. Der Nachweis wurde unter anderem auch in Deutschland durch das Bundesamt für Verbraucherschutz und Lebensmittelsicherheit (BVL) bestätigt. Diese Untersuchungen wiesen Transgene in 46 unterschiedlichen Sorten nach. Eingehende molekularbiologische Untersuchungen zeigten, dass das Transgen aus einer genveränderten Petunie stammt, in die im Max-Planck-Institut für Pflanzenzüchtungsforschung in Köln im Jahr 1986 ein Gen aus dem Mais eingefügt wurde, um Petunien mit orangen Blüten herzustellen. Diese Petunien wurden in verschiedenen Instituten in Zuchtprogramme integriert und auch in Freilandversuchen getestet. Da die Genveränderung in Abhängigkeit von anderen Genen nicht immer an orangen Blüten erkennbar ist, nimmt man an, dass dies eine ungewollte Verbreitung auslösen konnte. Das BVL betont, dass die aktuell verfügbaren Informationen keinen Anlass geben, aus dem Vorkommen von gentechnisch veränderten Petunien auf dem Markt Risiken für die menschliche Gesundheit oder die Umwelt abzuleiten. Da Petunien in der Regel einjährige Zierpflanzen sind und weder die Pflanzen noch das Saatgut winterhart sind, erhofft man, dass die unerlaubten GV-Pflanzen durch die angeordnete Vernichtung der gentechnisch veränderten Petunien verschwinden werden.
2023 wurden vom US-Landwirtschaftsministerium (USDA) gentechnisch veränderte, biolumineszierende Petunien zum Verkauf zugelassen. Diese weiß blühenden Petunien mit dem Namen „Firefly“ leuchten aufgrund eingefügter Gene eines biolumineszierenden Pilzes.

## Belege